# Atlantis - Il ritorno di Milo
Atlantis - Il ritorno di Milo (Atlantis: Milo's Return) è un film d'animazione direct-to-video del 2003 diretto da Victor Cook, Toby Shelton e Tad Stones, sequel di Atlantis - L'impero perduto del 2001. 
Il film è composto da tre parti, originariamente destinate a costituire tre episodi di una serie televisiva animata mai completata chiamata Team Atlantis.

## Trama
Il lungometraggio è composto da un prologo, tre racconti e un epilogo legati insieme da una sottotrama che vede Kida come protagonista.

### Prologo
Il film si apre mostrando una nave da carico che sta solcando i mari del Nord Europa, presumibilmente al largo delle coste norvegesi, quando all'improvviso viene attaccata da un mostro marino dotato di tentacoli che affonda l'imbarcazione. La scena si sposta quindi ad Atlantide: a seguito degli eventi del primo film, Kida è diventata regina di Atlantide, e ricorda quanto avvenuto mentre sta ammirando con Milo la ricostruzione della città; all'improvviso si sparge l'allarme di un possibile attacco alla città, ma presto i presunti assalitori vengono riconosciuti da Milo e Kida come i loro vecchi amici conosciuti durante la prima spedizione verso Atlantide: il signor Whitmore, il dott Dolce, l'esperta meccanica Audrey, il geologo Molière, il cuoco Cookie, la radiotelegrafista Packard e Vinny Santorini, il responsabile degli esplosivi.

### Primo episodio
Appena giunti ad Atlantide, il signor Whitmore informa Milo del fatto che varie navi cargo sono state affondate nei mari del Nord, tutte in modalità simili a quella mostrata all'inizio, e lo informa che un'ipotesi al riguardo è che il mostro marino responsabile dell'attacco colpevole sia il Leviatano, il mostro neutrale a guardia dell'ingresso per la via per Atlantide. Preoccupato per questo, Milo insieme ai suoi amici e a Kida decide di partire; durante il viaggio nella nave del signor Whitmore verso le coste scandinave, la nave viene attaccata dal mostro, che si rivela essere un gigantesco calamaro, "scagionando" di fatto il Leviatano; dopo un incidente in fase di partenza, la capsula biposto su cui si trovano Milo e Kida sta sprofondando, dritta nelle fauci del mostro, ma un intervento tempestivo di Vinny e Moliere li trae in salvo. Una volta riemerso e approdato sulla costa, il gruppetto giunge presso Krakenstad, villaggio norvegese di pescatori coperto da una spessa coltre di nebbia e umidità che sembra essere pressoché perenne, e con pochi sparuti abitanti; mentre camminano per il villaggio, il gruppo incontra il magistrato locale Edgar Volgud, che li invita ad abbandonare il paese; al loro rifiuto, il magistrato li indirizza alla locanda della signora Inger Eliassen.
Parlando con la signora Eliassen, Milo scopre che tutta la felicità che un tempo regnava a Krakenstad è stata offuscata da Volgud, e finché il suo potere non sarà annientato nulla cambierà; ancora una volta i protagonisti vengono esortati a lasciare il luogo. Incuriosito da ciò che la signora Eliassen gli ha confidato, Milo decide di investigare e così nottetempo segue Volgud fino a una grotta, accompagnato dagli altri. Mentre stanno camminando, disorientati da alcune luci sullo sfondo (erroneamente scambiate da Milo come le luci del villaggio), Audrey cade in un burrone ma Milo le afferra prontamente una mano; tuttavia Audrey indossa dei guanti che si sfilano e la fanno cadere nuovamente, ma un intervento risolutivo di Molière salva la ragazza da morte certa. La scena si sposta nella locanda della signora Eliassen, dove Volgud giunge all'improvviso, ordinandole di bruciare tutti gli effetti dei protagonisti, ma, essendo sorpreso a dire ciò da Vinny, decide di andarsene. Milo chiede maggior informazioni a proposito del giudice e la donna, non riuscendo più a tacere, racconta che un tempo Krakenstad fu colta da una terribile carestia di pesce e che nel giro di poco tempo sarebbe perita.
Il giudice Volgud fece allora un patto col diavolo: se egli avesse restituito a Krakenstad il pesce lui gli avrebbe mandato tutte le anime delle persone morte, ottenendo in cambio la vita eterna (non, tuttavia, l'eterna giovinezza). E così fu: il diavolo restituì il pesce ma mandò il Kraken, che è chiamato anche "pesce diavolo", a Krakenstad e da quel giorno nessuno poté più andarsene. Scoperto questo, Milo e i suoi compagni raggiungono una grotta, dove scoprono che Volgud può "dominare" e controllare il Kraken. Qui Audrey viene ipnotizzata dal giudice e catturata dal Kraken ma, grazie a un intervento da parte della squadra, si salva. Successivamente, nel tentativo di bloccare il Kraken nella grotta sottomarina, anche Vinny viene ipnotizzato: si scopre quindi che in realtà non è Volgud ad avere potere mentale sul Kraken ma quest'ultimo a poter ipnotizzare le persone a proprio piacimento. La bestia viene infine annientata dalla squadra assieme al giudice, la cui vita era legata all'esistenza del Kraken. Finalmente libera dal regime di terrore di Volgud, Krakenstad riassapora la luce del sole e la fine della carestia, e la popolazione può vivere felice e serena. L'episodio si conclude con Inger Eliassen che saluta i protagonisti dalla scogliera tenendo in braccio il proprio bambino rivelando che si tratta di un baby Kraken, la scena è stata in seguito tagliata  per cancellazione del terzo capitolo della saga.

### Secondo episodio
Dopo essere tornati a casa del signor Whitmore, il dottor Dolce li avvisa via radio che nel deserto del sud-ovest degli Stati Uniti sta accadendo qualcosa di strano. Giunti nell'ospedale dove lavora il dottore, il gruppetto trova il signor Sam McKeane, amico del dottor Dolce, che racconta di essere stato travolto da un branco di coyote fatti di sabbia. Successivamente il dottore dà a Kida un amuleto Atlantidese, che McKeane aveva trovato in un vaso dentro una cassa all'interno della sua baracca. Arrivati nella baracca, la trovano piena di sabbia e con i vetri e le pareti levigati, ma senza neanche l'ombra della cassa contenente i vasi. Avvisando del fatto McKeane, e così il vecchio ipotizza che quest'ultima potrebbe esser stata rubata dal signor Carnaby, proprietario di un emporio in città. Entrati nell'emporio Kida trova una statuetta di un guerriero di Atlantide modificato con disegni Nascioni. Carnaby, dopo aver sentito la parola "compro" spunta fuori dal nulla e fa pagare la statuetta a Kida. Milo chiede allora a Carnaby se sa qualcosa sulla cassa rubata a Sam McKeane (senza specificare il contenuto della cassa).
Carnaby risponde che McKeane ha la tendenza di raccontare storie e che se gli è stata rubata una cassa di terrecotte non è un problema suo. Dopo essere usciti dall'emporio Milo si chiede come Carnaby sapesse che la cassa conteneva terrecotte. Mentre la squadra sta attraversando in macchina il deserto incontra un uomo, e dopo averlo superato una volta, risuperato una seconda volta, lo rincontrano una terza, stavolta al centro della strada, e Audrey è costretta a frenare. I sei chiedono al misterioso nativo americano, di nome Chakashi, se vuole un passaggio. Mentre sono in macchina vengono assaliti dai coyote di sabbia che cercano di mandarli fuori pista. Subito dopo Chakashi scompare e si ritrovano di nuovo all'emporio dove vedono Carnaby nascondere qualcosa nel suo furgone. Scoprono che è la cassa di McKeane grazie all'analisi veloce del terreno effettuata da Moliere, perché la stessa composizione del terreno l'aveva trovata nella baracca di McKeane. Inoltre, grazie alle cose interne del vaso riesce a capire anche dove McKeane ha trovato le terrecotte.
Dopo circa una giornata giungono in un tunnel dove si nascondono nuovamente dai coyote. Dopo aver percorso il tunnel si ritrovano in mezzo a dei ruderi dove Kida scopre opere che testimoniano la permanenza di Atlantidesi in quella zona. Lì Carnaby addormenta tutti con dei gas soporiferi. Dopo il risveglio si ritrovano legati e con una dinamite accesa. Obby (il cane di lava) si sveglia e si libera, subito dopo libera Milo che cerca di spegnere la dinamite, ma Carnaby lo ostacola e la dinamite esplode. Mentre Carnaby cerca di spaccare un vaso sulla testa di Milo, Kida insieme agli altri lanciano una pietra sul vaso e lo spaccano. Dopo i coyote trasformano Carnaby in un loro simile e scoprono che Chakashi è lo spirito dei venti dei Nascioni. Chakashi dice loro che sono persone buone ma non può farli andare via con un segreto simile, potrebbero rivelarlo, quindi Kida gli dice che anche loro hanno un segreto da mantenere e allo stesso modo potranno mantenere il suo, Chakashi chiede loro di rivelarglielo ma Milo risponde che non possono. Chakashi li conduce su un'altura e gli dice che rivelandogli il loro segreto avrebbe capito che non avrebbe potuto affidargli il suo e li lascia sull'altura.

### Terzo episodio
Dopo pochi giorni, nel bel mezzo di una tempesta invernale, ritornano a casa di Whitmore che gli rivela che la notte precedente ha subito un furto, essendogli stata un manufatto norvegese, una lancia apparentemente innocua che, in realtà, secondo il Diario del Vecchio Pastore in possesso di Milo, è in realtà Gnoc Neer, un'antica lancia Atlantidese dotata di poteri straordinari. Whitmore afferma a questo punto di sapere chi sia il colpevole, ossia Erik Hellstrom: un uomo ricco e importante concorrente di Whitmore, che creò il suo impero economico con le navi da crociera, acquistando in seguito il castello più grande della Scandinavia, chiamato da lui stesso Asgard. Prima lo stesso Hellstrom, e in seguito anche l'opinione pubblica iniziarono a considerarlo un moderno Odino, vivente nel lusso e nello sfarzo che il denaro gli consentiva di avere.
Tuttavia il successivo crollo della borsa colpì fortemente i suoi interessi, facendogli così perdere i suoi milioni, il suo impero e il suo potere, riducendolo molto probabilmente in povertà. Whitmore sostiene che tutto questo sembra avere fatto impazzire Erik Hellstrom autoconvintosi di essere davvero la divinità norrena, e poco tempo prima lo stesso Hellstrom si era presentato presso Whitmore con l'intenzione di acquistare la lancia, sproloquiando riguardo a Ragnarök, ossia la Fine del Mondo secondo la mitologia nordica. Per indagare, quindi, il gruppo si dirige in Islanda; il castello di Asgard appare loro, sospeso a mezz'aria su una montagna che più tardi si rivela essere un gigante di ghiaccio che fa cadere l'aereo. Usciti dal velivolo il gigante li congela e li porta dal perfido Hellstrom che, dopo averli scongelati, gli dà il benvenuto "nella sala del trono di Odino", confermando i sospetti di pazzia del signor Whitmore. Milo gli dice che la lancia che brandisce ha un potere immenso e che potrebbe distruggere il mondo, ma "Odino" Hellstrom, in preda al delirio, lo scambia per Loki, il dio nordico dell'inganno, e lo butta a terra con una magia.
Infine Kida cerca di farlo ragionare, ma invano: Hellstrom la scambia per Brunilde, sua figlia, e, dopo aver fatto cadere Milo e gli altri nell'"abisso profondo" (un tunnel che attraversa tutte le viscere del castello), veste Kida come una valchiria. Intanto Moliere scava un altro tunnel per risalire e Kida, dopo averli visti, va insieme a Hellstrom nel vulcano, dove egli risveglia il signore del fuoco. Inizia quindi una colluttazione fra Hellstrom e Milo, sopraggiunto insieme agli altri usando la porta del castello come slitta. Mentre i due combattono, il signore del fuoco prende la lancia e, dopo essere uscito dalle viscere della terra usa la lancia insieme al signore del ghiaccio (il gigante che aveva fatto cadere l'aereo) per riempire i cieli di fiamme e la Terra di ghiaccio. Milo chiede a Vinny due bombe e le posiziona una nel vulcano e una sulle montagne ghiacciate. Quando le fa esplodere il signore del ghiaccio viene colpito dalla lava fuoriuscita da sotto il ghiaccio e il signore del fuoco dalla frana di ghiaccio causata dalle montagne, quindi iniziano a lottare e la lancia viene sbalzata lì vicino, dove Kida la prende e ne usa il potere per far cadere il castello sui due mostri, sventando così la minaccia. Milo e i suoi compagni, pur provando una nota di tristezza per quello che è capitato a Hellstrom, decidono di portarlo con loro in una clinica dove potrà essere curato dal suo delirio.

### Epilogo
Tornati ad Atlantide, e istruita dai recenti avvenimenti, Kida utilizza la lancia per far ritornare in superficie la città, affinché Atlantide possa "condividere la sua luce" con il mondo intero. La voce narrante del signor Whitmore racconta che da quel momento in poi il mondo fu un posto migliore.

## Doppiaggio
| Personaggio                | Doppiatore originale | Doppiatore italiano   |
| -------------------------- | -------------------- | --------------------- |
| Milo Thatch                | James Taylor         | Massimiliano Manfredi |
| Principessa Kida           | Cree Summer          | Stella Musy           |
| Preston Whitmore           | John Mahoney         | Enzo Garinei          |
| Audrey Rocio Ramirez       | Jacqueline Obradors  | Marjo Berasategui     |
| Vincenzo "Vinny" Santorini | Don Novello          | Pasquale Anselmo      |
| Gaetan "Mole" Moliere      | Corey Burton         | Carlo Valli           |
| Dott. Joshua Dolce         | Phil Morris          | Alessandro Rossi      |
| Sig.ra Packard             | Florence Stanley     | Angiolina Quinterno   |
| Cookie                     | Steve Barr           | Ettore Conti          |
| Cap. Mantell               | Frank Welker         | Mario Bombardieri     |
| Sam McKeane                | Jeff Bennett         | Valerio Ruggeri       |
| Erik Hellstorm             | W. Morgan Sheppard   | Franco Zucca          |
| Inger                      | Jean Gilpin          | Laura Boccanera       |
| Obby                       | Frank Welker         | Ricardo Tejedo        |
| Volgud                     | Clancy Brown         | Goffredo Matassi      |
| Carnaby                    | Thomas F. Wilson     | Saverio Indrio        |
| Chakashi                   | Floyd Westerman      | Francesco Carnelutti  |
| Seaman                     | Kai Rune Larsen      | (originale)           |
| Gunnar                     | Kai Rune Larsen      | (originale)           |
| Sven                       | Bill Fagerbakke      | (originale)           |